# Саркеров, Эльяр Магирович
Алияр Магирович Саркеров (2 сентября 1990, Дербент, Дагестанская АССР, СССР) — российский спортсмен, трёхкратный чемпион мира по ушу-саньда, боец смешанных единоборств, трёхкратный чемпион России по армейскому рукопашному бою, чемпион России по самбо (2016), Европы и мира по панкратиону. Мастер спорта России международного класса по ушу-саньда, мастер спорта России международного класса по боевому самбо.

## Биография
Родился в 1990 году в Дербенте, Республика Дагестан. По национальности лезгин. Живёт и тренируется в Москве.

## Статистика боёв
| Результат | Соперник              | Метод                  | Турнир                                              | Дата                  | Раунд | Время |
| --------- | --------------------- | ---------------------- | --------------------------------------------------- | --------------------- | ----- | ----- |
| Поражение | Иван Бухингер         | ТКО                    | M-1 Challenge 56                                    | 11 апреля 2015 года   | 2     | 1:55  |
| Победа    | Тойчубай Уулу Бактияр | Единогласное решение   | Octagon Fighting Sensation 3                        | 28 февраля 2015 года  | 2     | 5:00  |
| Победа    | Рустем Мухатов        | Сдача (гильотина)      | Alash Pride — Royal Plaza Volume 3                  | 20 февраля 2015 года  | 1     | 1:27  |
| Победа    | Ренат Шихмурзаев      | Сдача (удушение сзади) | OPLOT Challenge 105                                 | 6 декабря 2014 года   | 1     | 0:55  |
| Победа    | Андрей Мороз          | ТКО                    | Oplot Challenge 104                                 | 8 ноября 2014 года    | 1     | 1:48  |
| Победа    | Салам Закаров         | Сдача (удушение сзади) | Oplot Challenge 101                                 | 13 сентября 2014 года | 1     | 4:43  |
| Поражение | Гуан Ванг             | ТКО                    | RUFF Fu                                             | 7 июня 2014 года      | 2     | 2:50  |
| Победа    | Адилек Мусаев         | Сдача (гильотина)      | Alliance Fighting Championship — Кубок Жириновского | 26 апреля 2014 года   | 2     | 0:25  |
| Поражение | Турал Рагимов         | ТКО                    | M-1 Challenge 46                                    | 14 марта 2014 года    | 2     | 1:37  |
| Победа    | Максим Макаров        | Раздельное решение     | M-1 Challenge 39                                    | 23 мая 2013 года      | 3     | 5:00  |
| Победа    | Данияр Анарбаев       | ТКО                    | Vale Tudo 4 — For the Victory                       | 15 декабря 2012 года  | 1     | 0:32  |
| Победа    | Эхтигат Адакишев      | Единогласное решение   | M-1 Challenge 34 — Emelianenko vs. Gluhov           | 30 сентября 2012 года | 3     | 5:00  |
| Победа    | Максат Акназаров      | ТКО                    | Vale Tudo 3                                         | 12 мая 2012 года      | 1     | 2:00  |
| Поражение | Фернандо Паулон       | ТКО                    | Verdict Fighting Championship 1                     | 11 февраля 2012 года  | 1     |       |
| Победа    | Сергиу Гилеску        | Нокаут                 | World Ultimate Full Contact 15                      | 22 августа 2009 года  | 1     | 3:50  |
| Победа    | Аскер Барагунов       | Сдача (удушение сзади) | World Ultimate Full Contact 15                      | 22 августа 2009 года  | 1     | 1:12  |
| Поражение | Марат Пеков           | Сдача (рычаг локтя)    | World Ultimate Full Contact 15                      | 22 августа 2009 года  | 1     | 2:10  |